# Hubertusalm
Die Hubertusalm mit der Hubertushütte ist eine bewirtschaftete Alm in den Bayerischen Voralpen. Sie liegt im Gemeindegebiet von Fischbachau.
Das Almgebiet befindet sich auf einem Absatz südlich des Breitensteingipfels. Die Alm kann über Birkenstein und Kesselalm als Bergwanderung erreicht werden.